# Moonwalk (tanec)
Moonwalk (v překladu měsíční chůze) je taneční pohyb, který spočívá v iluzi pohybu tanečníka dopředu, který se přitom pohybuje dozadu. Tento tanec získal popularitu po celém světě poté, co jej zatančil zpěvák a tanečník Michael Jackson v roce 1983 při své písni Billie Jean, prezentované v televizním speciálu k oslavě výročí nahrávací společnosti Motown.

## Technika
Zpočátku přední noha spočívá celým chodidlem na zemi, zatímco zadní noha je na špičce. Přední noha zůstává při zemi, avšak lehce a hladce sklouzne dozadu kolem špičky zadní nohy. V této pozici se přenáší váha na nynější přední nohu, zadní se staví na špičku a pohyb se opakuje s vystřídanými chodidly. Opakováním těchto kroků tanečník docílí Moonwalku.
Variacemi tohoto pohybu je pohyb jiným směrem – dopředu, do strany (sidewalk), či v kruhu.